# 라훌 보스
라훌 보스(벵골어: রাহুল বসু, 마라티어: राहुल बोस, 1967년 7월 27일 ~ )는 인도의 배우, 각본가, 영화 감독, 활동가이다.

## 영화
- 한밤의 아이들 (영화)
- 불불